# Aimberê

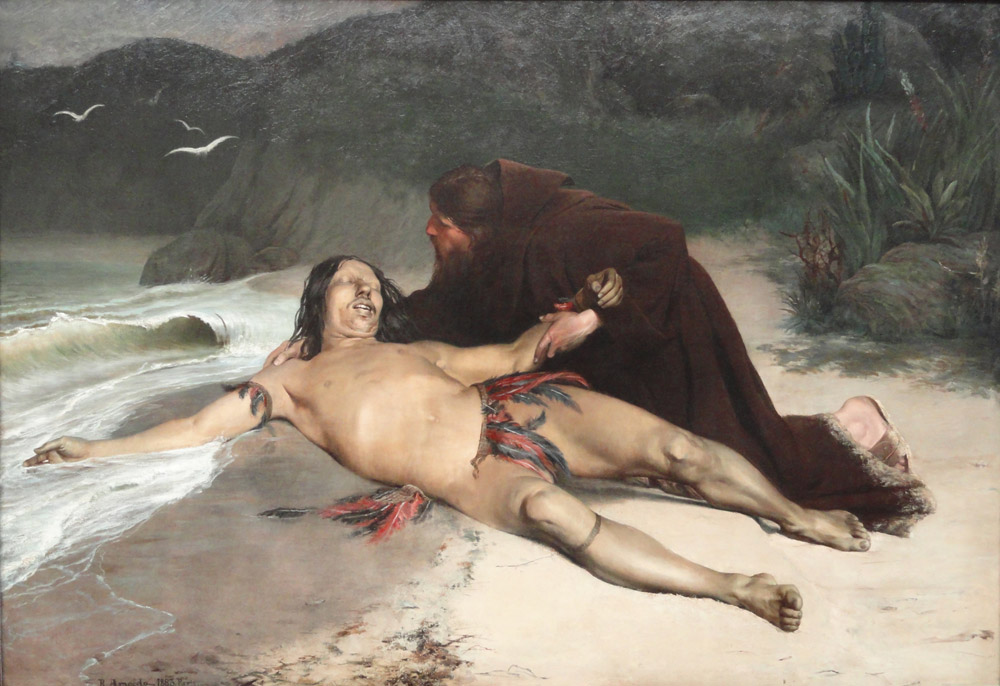
"O Último Tamoio" (1883), Rodolfo Amoedo

Aimberê foi um chefe indígena tupinambá do século XVI, conhecido por sua atuação como líder na Confederação dos Tamoios, aliança formada entre diferentes povos indígenas da costa sudeste do Brasil em resistência à colonização portuguesa. Era filho de Cunhambebe, chefe supremo dos tamoios, e assumiu a liderança de seu povo após a morte do pai.